# Atansor Köli
Atansor Köli är en saltsjö i Kazakstan.   Den ligger i oblystet Aqmola, i den norra delen av landet, 170 km norr om huvudstaden Astana. Arean är 25,0 kvadratkilometer.